# 인플루엔자바이러스 C형
인플루엔자바이러스 C형(Influenzavirus C)은 오르토믹소바이러스과를 이루는 속(屬)의 하나이다. 이 속으로 분류되는 바이러스는 C형 인플루엔자 바이러스(Influenza C virus) 하나뿐이다. 인플루엔자바이러스 C형으로 분류되는 바이러스는 오로지 사람과 돼지만을 숙주로 삼는다고 알려져 있으며, 감염되면 숙주에게 인플루엔자를 일으킨다. 인플루엔자바이러스 A형이나 B형에 비해 발병 빈도는 적지만, 일단 감염되면 심각한 상태를 일으키고, 국소적인 유행을 일으킬 수도 있다. 그러나 다른 인플루엔자 바이러스에 비해서 변이 속도가 느리기 때문에 범유행을 일으키지는 않는다. 인플루엔자바이러스 C형에 대한 백신은 2010년 3월 현재 개발된 것이 없다.

## 유전자 구성과 특성
유전물질로는 단일가닥 RNA를 가지고 있다. 총 9개의 단백질은 7개의 RNA 가닥에 나뉘어 담겨 있다. 이에 비해 인플루엔자바이러스 A형이나 인플루엔자바이러스 B형은 8개의 RNA 세그먼트를 가지고, 10개 이상의 단백질로 구성되어 있다. 인플루엔자바이러스 D형은 아미노산 구성이 인플루엔자바이러스 C형과 59% 유사하다. 인플루엔자 바이러스 C와 D는 지금으로부터 약 1,500년 전 약 482년에 분기된 것으로 추정된다. 인플루엔자바이러스 C형은 현재 숙주로부터 다른 종의 숙주로 쉽게 옮겨가지 않으므로, 발생 빈도가 낮아 연구 결과가 적다. 인플루엔자바이러스 C형은 현재 6개의 계통이 있으며, AD 1896년 경에 발현한 것으로 추정한다.

## 감염 및 증상
인플루엔자바이러스 C형은 호흡기에서 발생하는 비말이나, 비생물 접촉 물질에 의해서 전파될 수 있다. 인플루엔자바이러스는 잠복기간이 약 18-72시간이며, 호흡기의 상피 세포를 감염시킨다. 인플루엔자바이러스 C형은 경증의 상부 호흡기 감염을 일으키는 경향이 있다. 감기와 유사한 증상을 발현시키며, 열(38–40°C), 마른 기침, 비염(비강 분비물 과다 발생), 두통, 근육통 및 무력감을 가져올 수 있다. 기관지염 및 폐렴과 같은 더 심각한 감염을 일으킬 수 있다.

## 같이 보기
- 인플루엔자바이러스 A형
- 인플루엔자바이러스 B형
- 인플루엔자바이러스 D형